# ميك موريس
ميك موريس (بالإنجليزية: Mick Morris)‏ (20 يناير 1943 في المملكة المتحدة - ) هو لاعب كرة قدم بريطاني في مركز الهجوم. لعب مع أكسفورد يونايتد وبورت فايل ووست هام يونايتد وستافورد رينجرز وليك تاون ‏ وفايفرشام تاون ‏ وغرايز أتلاتيك ‏.

## وصلات خارجية
- ميك موريس على موقع قاعدة بيانات كرة القدم.إي يو (الإنجليزية)